# Anson Cornell
Anson Black Cornell (Eugene, Oregon, 1890. március 20. – Eugene, Oregon, 1975. november 7.) amerikai sportoló és edző. Az Idahói Főiskola és a Pacific University amerikaifutball-vezetőedzője, valamint a Pacific Boxers és az Oregon Ducks atlétikai igazgatója.

## Eredményei edzőként
| Év                                    | Eredmény                                         | Eredmény                                         | Helyezés                                         |
| Év                                    | Összesített                                      | Konferencia                                      | Helyezés                                         |
| Idaho Coyotes (Konferenciafüggetlen)  | Idaho Coyotes (Konferenciafüggetlen)             | Idaho Coyotes (Konferenciafüggetlen)             | Idaho Coyotes (Konferenciafüggetlen)             |
| ------------------------------------- | ------------------------------------------------ | ------------------------------------------------ | ------------------------------------------------ |
| 1917                                  | 1–0                                              | –                                                | –                                                |
| 1918                                  | A csapat az első világháború miatt nem állt fel. | A csapat az első világháború miatt nem állt fel. | A csapat az első világháború miatt nem állt fel. |
| 1919                                  | 5–0                                              | –                                                | –                                                |
| 1920                                  | 4–1                                              | –                                                | –                                                |
| 1921                                  | 2–4                                              | –                                                | –                                                |
| 1922                                  | 3–2–1                                            | –                                                | –                                                |
| 1923                                  | 2–3–1                                            | –                                                | –                                                |
| 1924                                  | 4–1–1                                            | –                                                | –                                                |
| 1925                                  | 4–2                                              | –                                                | –                                                |
| Idaho Coyotes (Northwest Conference)  |                                                  |                                                  |                                                  |
| 1926                                  | 6–2                                              | 2–0                                              | 1.                                               |
| 1927                                  | 6–1                                              | 5–0                                              | 1-                                               |
| 1928                                  | 4–4                                              | 3–2                                              | T–2.                                             |
| 1929                                  | 4–4                                              | 3–2                                              | 3.                                               |
| 1930                                  | 3–4–1                                            | 2–2                                              | 4.                                               |
| 1931                                  | 2–5                                              | 2–2                                              | 4.                                               |
| 1932                                  | 3–5–1                                            | 0–2                                              | 6.                                               |
| Eredmény:                             | 53–36–5                                          | 17–10                                            | –                                                |
| Pacific Boxers (Northwest Conference) |                                                  |                                                  |                                                  |
| 1933                                  | 4–4                                              | 3–3                                              | T–3.                                             |
| 1934                                  | 4–2–3                                            | 3–1–1                                            | 3.                                               |
| 1935                                  | 2–4–2                                            | 7–7–3                                            | –                                                |
| Eredmény:                             | 10–10–5                                          | 7–7–3                                            | –                                                |
| Összesen:                             | 63–46–10                                         | –                                                | –                                                |
| Jelmagyarázat: Konferenciabajnok      |                                                  |                                                  |                                                  |

## Fordítás
- Ez a szócikk részben vagy egészben  az   Anson Cornell című angol Wikipédia-szócikk ezen változatának fordításán alapul.  Az eredeti cikk szerkesztőit annak laptörténete sorolja fel. Ez a jelzés csupán a megfogalmazás eredetét és a szerzői jogokat jelzi, nem szolgál a cikkben szereplő információk forrásmegjelöléseként.